# Synegiodes diffusifascia
Synegiodes diffusifascia är en fjärilsart som beskrevs av Swinhoe 1892. Synegiodes diffusifascia ingår i släktet Synegiodes och familjen mätare. Inga underarter finns listade i Catalogue of Life.